# Pamendanga punctativentris
Pamendanga punctativentris är en insektsart som först beskrevs av Kirby 1891.  Pamendanga punctativentris ingår i släktet Pamendanga och familjen Derbidae. Inga underarter finns listade i Catalogue of Life.